# Andriantsimitoviaminandriandehibe
Andriantsimitoviaminandriandehibe (« le noble sans égal parmi les grands nobles ») est roi d'Imerina, dans les hautes terres centrales de Madagascar, de 1650 à 1670. Il monta sur le trône à la mort de son père, le roi Andriantsitakatrandriana. Il avait trois épouses : Ratompoimbahoaka d'Ambohimalaza, la princesse Ramahafoloarivo (petite-fille du roi Andrianjaka) et la princesse Rafaravavy Rampanananiamboninitany. On lui doit l'établissement des rizières du Betsimitatatra qui se trouvent à l'ouest d'Ankadimbahoaka.

## Règne
Andriantsimitoviaminandriandehibe s'est engagé à poursuivre le travail de son père pour transformer les marais de Bestimitatatra en rizières, ce afin de nourrir la population croissante d'Imerina. Il choisit deux de ses fils pour superviser les travaux. Les deux princes se lancent alors un défi pour voir qui pourrait terminer sa digue le plus rapidement. Le roi procède à la division du territoire en moitiés nord et sud le long de la rivière Ikopa et charge son cadet Andrianjakanavalondambo de construire une digue sud à Ambivy, tandis que son fils aîné et héritier présomptif, Razakatsitakatrandriana, est chargé de construire une digue nord d'Ankadimbahovaka à Anosizato. Le roi, quant à lui, se positionne à Ankadimbahovaka, d'où il peut observer le travail de toute la population et les qualités de gouvernement de ses deux fils alors qu'ils supervisaient la construction des digues. Le plus jeune des deux garçons, Andrianjakanavalondambo, est le premier à achever la construction de sa digue. Le jeune prince croise son père alors qu'il était en route pour se vanter auprès de son frère aîné, sur quoi le roi l'avertit : « Plus jeune que tu sois, apprends à attendre la fin. Reste où tu appartiens et ne t'attire pas d'ennuis sans raison, car tu es un homme, mon ami. »
Son fils aîné, Andrianjaka Razakatsitakatrandriana, est déclaré héritier présomptif et dirigeant d'Antananarivo, Ambohidrabiby et Ambohimanga. Andrianjakanavalondambo suit quant à lui le conseil de son père d'attendre son moment et accepte en attendant la responsabilité de gouverner le territoire d'Alasora, ainsi qu'Ambohimanjaka, Antanamalaza, Ifandana, Ambohimanambola et Andrianakotrina. Après la mort d'Andriantsimitoviaminandriandehibe, Andrianjakanavalondambo supplantera son frère aîné et sera connu comme le souverain Andriamasinavalona. Les deux plus jeunes fils d'Andriantsimitoviaminandriandehibe, Andriandambomanafika et Andriamanitrinitany, co-dirigèrent Ambohimanga et gouvernèrent Ambohipoloalina, respectivement.

## Mort
Andriantsimitoviaminandriandehibe meurt au Rova d'Antananarivo en 1670. Son fils aîné, Andrianjaka Razakatsitakatrandriana, lui succède.